# 南尖塔镇
南尖塔镇，是中华人民共和国河北省廊坊市广阳区下辖的一个乡镇级行政单位。

## 行政区划
南尖塔镇下辖以下地区：
北王庄村、前王各庄村、左场村、大马坊村、北甸村、南甸村、翟各庄村、西务村、碾子营村、南尖塔村、东尖塔村、北尖塔村、骆庄村、大屯村和董村。